# Jutta Speidel

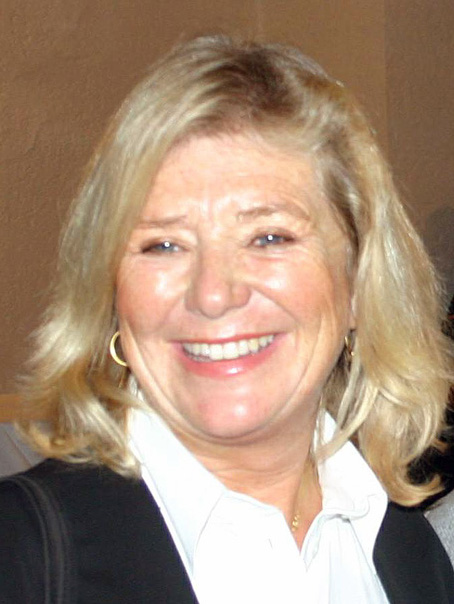
Jutta Speidel, 2007

Jutta Speidel (ur. 26 marca 1954 w Monachium) – niemiecka aktorka.
Pierwszą rolę filmową zagrała w wieku 15 lat. W 1975 roku wystąpiła w roli głównej w filmie Die letzten Ferien w reżyserii Rainera Erlera. Międzynarodowy rozgłos przyniosła jej rola w filmie Fleisch z 1979 roku.
Występowała też jako siostra Lotte w serialu Z boską pomocą.
Jutta Speidel jest matką dwóch córek.